# London Coliseum
El teatro London Coliseum, también conocido como Coliseum Theatre, se encuentra en la calle de St. Martin's Lane, cerca de la plaza de Trafalgar Square, en el municipio o distrito de Westminster en Londres. Es uno de los teatros más grandes y mejor equipados de la capital inglesa. Fue inaugurado el 24 de diciembre de 1904, siendo diseñado por el más destacado arquitecto teatral, Frank Matcham, que también diseñó el London Palladium, para el más importante empresario del momento, Sir Oswald Stoll.
El teatro es descrito como de «exuberante Barroco diseñado libre y ambiciosamente, el "Teatro de Lujo de Londres" de estilo eduardiano tiene interiores ricamente decorados y un grandioso auditorio, tres plantas principales, fachada asimétrica con una alta torre a la derecha y triple arcada de entrada aproximadamente en el centro con columnas de rojo granito pulido».
«Una suntuosa entrada y áreas de circulación culminando en un amplio auditorio con ricos detalles clásicos de bizantina opulencia».
Tiene el más grande proscenio de Londres y fue uno de los primeros en tener luz eléctrica. Se construyó con un escenario giratorio. José Padilla lo recuerda en su diario con motivo de sus conciertos en el London Coliseum durante su gira mundial: 
«Llegamos a Londres a las 6,35. Savoy Hotel. Grandioso hotel. Debutamos en el Coliseum. Teatro magnífico. Plataforma rulante. Tuvimos gran éxito. Los camerinos son formidables, con agua caliente, calefacción y teléfono.»
El teatro cambia su nombre de London Coliseum por el de Coliseum Theatre entre 1931 y 1968. Es la época en que la comedia musical White Horse Inn alcanza las 651 funciones desde el 8 de abril de 1931. Desde el 16 de junio de 1963 se convirtió también en cine. El 22 de mayo de 1968 se exhibe su última película.
En 1968 la Sadler's Wells Opera se cambia del teatro Sadler's Wells al London Coliseum, pasando a llamarse la compañía, seis años más tarde, English National Opera (Ópera Nacional Inglesa). En 1992, la ENO compra el teatro por 12.8 millones de libras y es renovado en profundidad entre los años 2000 y 2004. 
El teatro mantiene su carácter original habiendo sido reconocido con el Grado II en el Patrimonio Inglés (English Heritage) en septiembre de 1960.

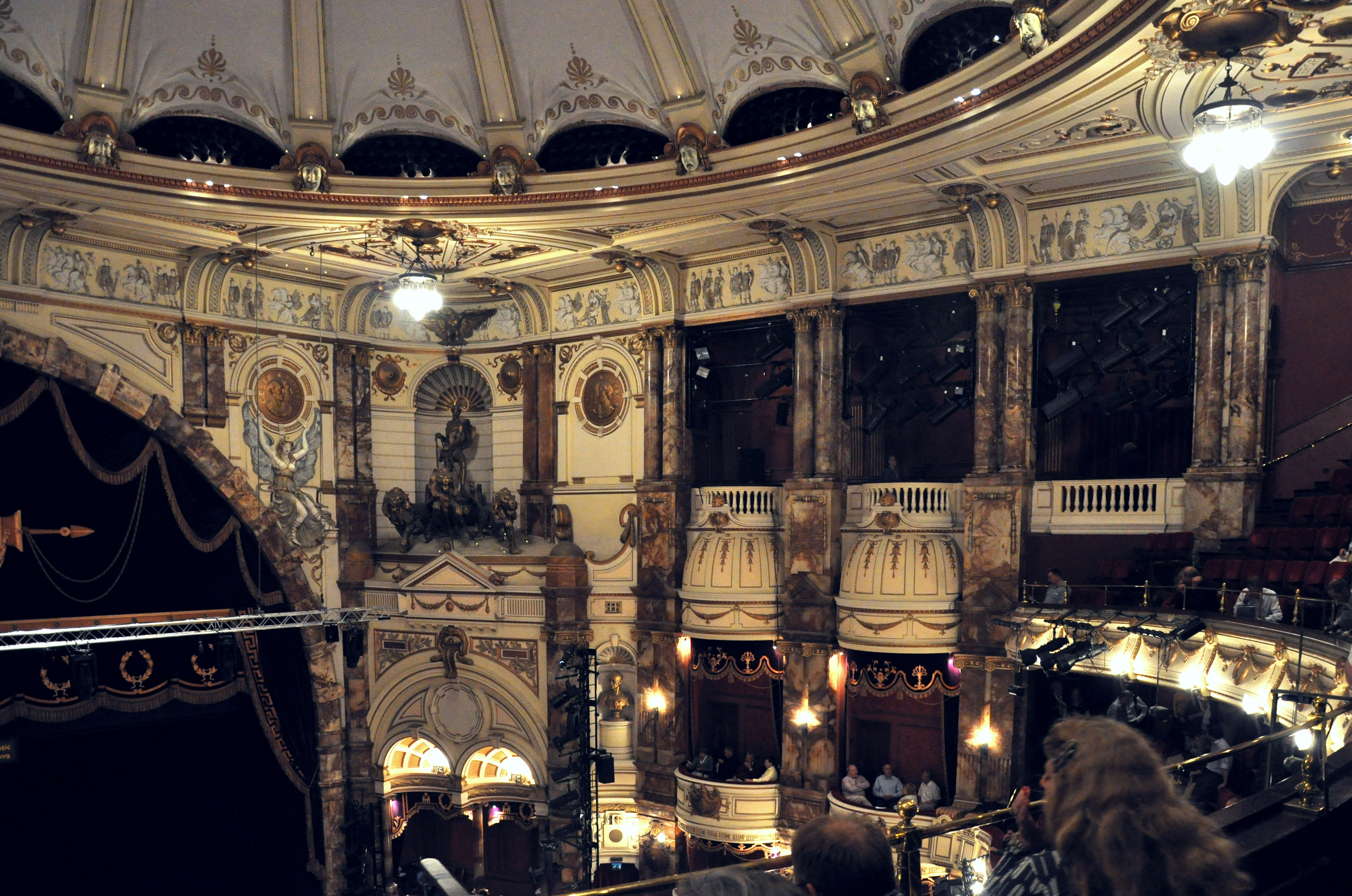
Interior (2011)
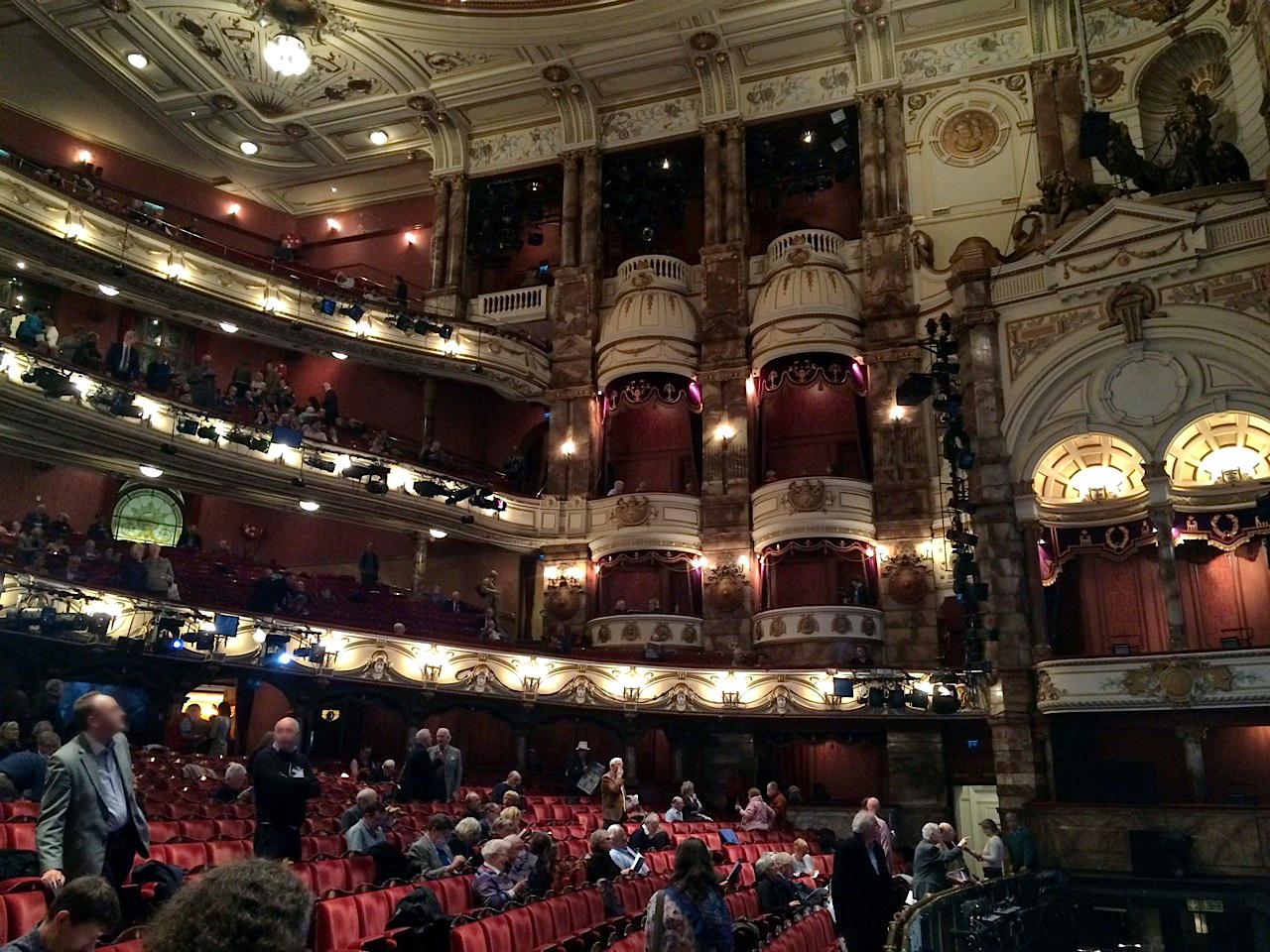
Interior (2015)
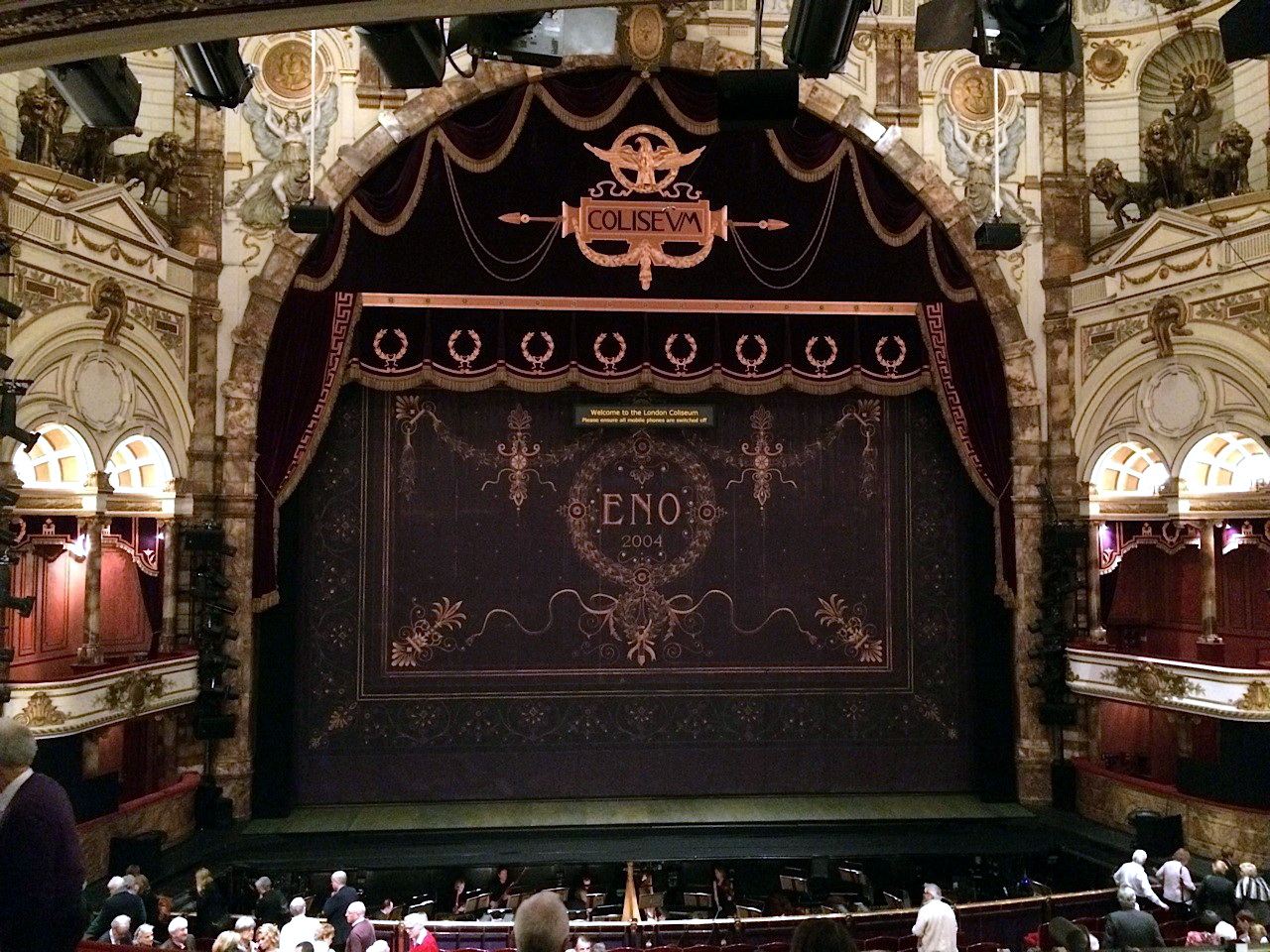
Vista de la escena